# The Abyssinians
The Abyssinians est un trio vocal de reggae fondé en Jamaïque en 1968. Après une première séparation en 1980, le groupe se reforme en 2003 et est toujours actif à l'heure actuelle.

## Historique
En 1968 Donald Manning et Bernard Collins forment un nouveau duo vocal et sont rapidement rejoints par le frère de Donald, Linford Manning pour former ensemble le trio: The Abyssinians. En 1969, ils enregistrent le morceau Satta Massagana à Studio One pour le producteur Clement Dodd. Mais celui-ci ne croit pas au potentiel commercial du titre, car il s'agit d'un hymne rastafarien dont les paroles sont tirées de l'Ancien Testament et que les Abyssinians chantent en amharique accompagnés par des percussions nyabinghi. Les bandes de l'enregistrement restent donc dans les tiroirs du producteur jusqu'à ce que les Abyssinians créent leur propre label Clinch et rachètent leur morceau à Coxsone en 1971.
Dès sa sortie, le 45 tours reçoit un énorme succès auprès du public jamaïcain et forge les bases de ce que deviendra le reggae roots. 
Leurs premiers albums Satta Massagana, Forward on to Zion et Arise furent des compilations de singles. 
Parmi leurs titres les plus célèbres on peut citer : Satta Massagana, Y Mas Gan, Declaration of Rights dont les riddims sont des standards du reggae.

## Discographie
- 1976 : Satta Massagana

- 1977 : Forward on to Zion (réédition du précédent)
- 1978 : Arise - Virgin

- 1982 : Forward - Alligator

- 1995 : Best Of - MusicDisc

- 1998 : Reunion - Artists Only (aussi connu sous le titre 19.94+tax)

- 1998 : Satta Dub - Tabou

- 1998 : Declaration of Dub - Heartbeat, Album Satta Massagana Dubbé

- 1999 : Last Days - Album solo de Bernard Collins, enregistré entre 1988 et 1994, produit par Bernard Collins et And Bassford
- 2002 : Live in San Francisco - 2b1 II
- 2003 : Abyssinians & Friends Tree of Satta - Blood & Fire Différents artistes font leur version sur le riddim original de la chanson "Satta Massagana"